# Combat d'Amblève
Guerre des Paysans
Batailles
- Saint-Nicolas
- 1er Boom
- Merchtem
- Zele
- Malines
- 2e Boom
- Hooglede
- Moorslede
- Zonnebeke
- 1er Diest
- 1er Louvain
- Alost
- Turnhout
- Enghien-Hal
- Hérinnes
- Audenarde
- Leuze
- 2e Louvain
- Ingelmunster
- Duffel
- Herentals
- Arzfeld
- Clervaux
- Amblève
- Stavelot
- Pollare
- Londerzeel
- Kapelle-op-den-Bos
- Bornem
- Meerhout
- 2e Diest
- 3e Diest
- Mol
- Jodoigne
- Marilles
- Beauvechain
- Hélécine
- Kapellen
- Meylem
- Hasselt

Le Combat d'Amblève se déroule pendant la guerre des Paysans.

## Déroulement
Les 26 et 27 octobre 1798, l'insurrection éclate dans les Cantons de l'Est. Malmedy est envahie, quelques gendarmes sont faits prisonniers. Venus de Weiswampach, une armée d'insurgés entre dans le département de l'Ourthe. Elle se divise en deux groupes, le premier s'empare de Reuland le 28, le lendemain après un court combat contre la garnison de Malmedy, Saint-Vith est occupée par 2 000 à 3 000 hommes commandés par Krendal d'Espler, lequel se proclame « général de l'armée de la foi », il déclare que son intention est de marcher sur Liège. Plusieurs gendarmes, hussards et volontaires liégeois isolés sont faits prisonniers. Parmi les autres chefs figurent le chirurgien Milet, de Rousseau, ancien seigneur d'Arzfeld et le baron de Waha,.
Les insurgés se sont divisés en deux colonnes, celle commandée par Rousseau parcourt le canton de Schoenberg et capture plusieurs administrateurs qui sont conduits à Hosingen. Le général de division Micas envoie alors son aide-de-camp, le capitaine Vessete, avec une petite colonne de fantassins et de cavaliers français, forte au total 160 hommes, reprendre la ville de Malmedy. Désertée par les insurgés, la place est reprise par les Français. Le 30 octobre 1798, le capitaine Vessete, sort de Malmedy et se porte avec sa colonne sur le village d'Amblève où des rebelles de la colonne de Rousseau ont été signalés. Les Français attaquent à trois heures du matin et les paysans, forts de 500 hommes mais complètement surpris, sont écrasés. Les Républicains ne déplorent aucune perte tandis que 60 insurgés sont tués et 21 autres faits prisonniers,.